# Oblast' di Rostov
L'oblast' di Rostov (in russo Росто́вская о́бласть, Rostóvskaja óblast' ) è un'oblast' della Russia che occupa un vasto territorio, che partendo dalle alture del Don arriva fino al Mar d'Azov.
La regione è attraversata da grandi fiumi (Don e Donec) che hanno permesso un forte sviluppo dell'agricoltura (principalmente cerealicoltura) e delle industrie derivate. Altre industrie importanti sono quelle tessili, elettrotecniche, meccaniche, cantieristiche, conciarie, cartarie, del legno e chimiche.

## Storia
Dall'inizio della crisi russo-ucraina del 2021-2022 la regione ospita i profughi provenienti dalle zone del Donbass.

## Città importanti
Il capoluogo è Rostov sul Don; altre città importanti sono:
- Aksaj
- Azov
- Batajsk
- Belaja Kalitva
- Doneck
- Gukovo
- Kamensk-Šachtinskij
- Krasnyj Sulin
- Millerovo
- Novočerkassk
- Novošachtinsk
- Šachty
- Taganrog
- Cimljansk
- Volgodonsk
- Zverevo

## Geografia antropica

### Suddivisioni amministrative

#### Rajon
La oblast' di Rostov comprende 43 rajon (fra parentesi il capoluogo; sono indicati con un asterisco i capoluoghi non direttamente dipendenti dal rajon ma posti sotto la giurisdizione della oblast'):
- Aksajskij (Aksaj)
- Azovskij (Azov*)
- Bagaevskij (Bagaevskaja)
- Belokalitvinskij (Belaja Kalitva)
- Bokovskij (Bokovskaja)
- Celinskij (Celina)
- Čertkovskij (Čertkovo)
- Cimljanskij (Cimljansk)
- Dubovskij (Dubovskoe)
- Egorlykskij (Egorlykskaja)
- Kagal'nickij (Kagal'nickaja)
- Kamenskij (Glubokij)
- Kašarskij (Kašary)
- Krasnosulinskij (Krasnyj Sulin)
- Konstantinovskij (Konstantinovsk)
- Kujbyševskij (Kujbyševo)
- Martynovskij (Bol'šaja Martynovka)
- Matveevo-Kurganskij (Matveev Kurgan)
- Millerovskij (Millerovo)
- Miljutinskij (Miljutinskaja)
- Mjasnikovskij (Čaltyr)
- Morozovskij (Morozovsk)

- Neklinovskij (Pokrovskoe)
- Oblivskij (Oblivskaja)
- Oktjabr'skij (Kamenolomni)
- Orlovskij (Orlovskij)
- Pesčanokopskij (Pesčanokopskoe)
- Proletarskij (Proletarsk)
- Remontnenskij (Remontnoe)
- Rodionovo-Nesvetajskij (Rodionovo-Nesvetajskaja)
- Sal'skij (Sal'sk)
- Semikarakorskij (Semikarakorsk)
- Šolochovskij (Vëšenskaja)
- Sovetskij (Sovetskaja)
- Tacinskij (Tacinskaja)
- Tarasovskij (Tarasovskij)
- Ust'-Doneckij rajon (Ust'-Doneckij)
- Verchnedonskoj (Kazanskaja)
- Vesëlovskij (Vesëlyj)
- Volgodonskoj (Romanovskaja)
- Zavetinskij (Zavetnoe)
- Zernogradskij (Zernograd)
- Zimovnikovskij (Zimovniki)

#### Città
I centri abitati della oblast' che hanno lo status di città (gorod) sono 23 (in grassetto le città sotto la diretta giurisdizione della oblast', che costituiscono una divisione amministrativa di secondo livello):
- Aksaj
- Azov
- Batajsk
- Belaja Kalitva
- Cimljansk
- Doneck
- Gukovo
- Kamensk-Šachtinskij

- Novočerkassk
- Novošachtinsk
- Konstantinovsk
- Krasnyj Sulin
- Millerovo
- Morozovsk
- Proletarsk
- Rostov sul Don

- Sal'sk
- Semikarakorsk
- Šachty
- Taganrog
- Volgodonsk
- Zernograd
- Zverevo

#### Insediamenti di tipo urbano
I centri urbani con status di insediamento di tipo urbano sono invece 6 (al 1º gennaio 2024):
- Glubokij
- Gornyj
- Kamenolomni
- Šolochovskij
- Uglerodovskij
- Ust'-Doneckij